# Inês Pires
Inês Pires Esteves (Borba, 1350 – ...) fu una dama portoghese, amante del re Giovanni I.

## Origine[1][2][3][4]
Era figlia di Pero Esteves, un calzolaio ebreo di origine castigliana, soprannominato "O Barbadão" (in italiano: "Il barbuto"), perché si era lasciato crescere la barba lunga, e di Maria Anes

## Biografia
Ebbe una relazione col Gran Maestro dell'Ordine Militare di San Benedetto d'Avis Giovanni d'Aviz,  figlio illegittimo del re del Portogallo e dell'Algarve, Pietro I il Giustiziere e della sua amante, Teresa Lourenço, figlia di Lourenço Martins de Praza, un mercante di Lisbona e di Sancha Martins.
Durante la relazione con Giovanni, che era iniziata nel corso degli anni settanta, si ebbe la Crisi del 1383-1385, scoppiata in seguito alla morte del re del Portogallo, il fratellastro di Giovanni, Ferdinando.
Nell'aprile del 1385, le Cortes portoghesi furono convocate a Coimbra, per decidere della successione alla corona: gli autonomisti erano divisi tra il difensore del regno, Giovanni di Aviz ed il fratellastro, il duca di Valencia de Campos, Giovanni, anche lui figlio illegittimo (poi legittimato) del re del Portogallo e dell'Algarve, Pietro I il Giustiziere e della sua moglie segreta, la  galiziana, Inés de Castro. Nuno Álvares Pereira appoggiò Giovanni di Aviz che fu il prescelto, e fu proclamato re il 6 aprile 1385, col nome di Giovanni I del Portogallo.
L'11 febbraio 1387, a Porto, Giovanni I sposò Filippa di Lancaster, figlia Giovanni Plantageneto, I duca di Lancaster (figlio di Edoardo III d'Inghilterra e zio del re d'Inghilterra, Riccardo II) e di Bianca di Lancaster (1345-1369), figlia di Enrico di Grosmont, primo duca di Lancaster e di Isabella di Beaumont .
Pare che la relazione di Ines con il re durasse anche dopo il matrimonio di Giovanni e la sua prole, anche se illegittima, visse a corte.
Non si conoscono altre notizie sulla vita di Ines e non è nota la data della sua morte.

## Figli[1][2][3][4]
Ines diede a Giovanni tre figli:
- Alfonso (ca. 1377-1461), capostipite del casato di Braganza, conte di Barcelos e primo Duca di Braganza;
- Bianca (1378 - morta giovane);
- Beatrice (1386 - 1447), che sposò Thomas FitzAlan, undicesimo conte di Arundel, Gilberto Talbot, quinto conte di Talbot e il conte di Huntingdon, John Holland.